# 直布羅陀足球運動
足球自19世紀由英國軍隊人員引入後，即成為直布羅陀體育的重要組成。創立於1895年的直布羅陀足球總會是全球現存最古老的十大足球協會之一。

## 歷史

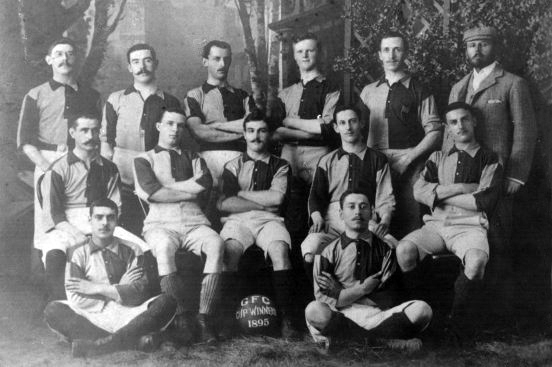
1895年商人盃（Merchants Cup）冠軍隊直布羅陀足球會。

足球於19世紀末由英國武裝部隊傳入直布羅陀的平民社群。首批平民球隊的確切成立時間已不可考，但最早紀錄顯示威爾斯親王足球會（Prince of Wales F.C.）在1892年已存在，而「Gibraltar F.C.」（直布羅陀足球會）於1893年11月成立。
1895至1907年間，直布羅陀平民足球協會（Gibraltar Civilian Football Association）唯一已知舉辦的正式賽事為商人盃（Merchants Cup），獎盃每年由本地商人捐贈。首屆決賽由Gibraltar F.C.對Jubilee F.C.，有1,500名觀眾入場。
1902年，駐軍將其位於北方前線（North Front）的四個足球場之一劃撥為平民場地。在此之前平民並無專屬球場，故協會除年度商人盃外，只能盡可能安排與軍隊球隊的友誼賽以保持活動。

### 直布羅陀足球聯賽（Gibraltar Football League）
直布羅陀足球聯賽於1907年10月成立。軍方在此之前已擁有成熟的聯賽與盃賽，但平民球隊不得參加。首屆共有八隊，由Prince of Wales F.C.奪冠。聯賽與盃賽日益成功，註冊參賽球隊數量增加；1909年增設第二級（Second Division），1910年開始為成年（Senior）及青年（Junior）組別分拆聯賽與盃賽。這股增長亦反映在協會於1909年加入英格蘭足球總會。 直到2005–06年前尚設第三級（Third Division），惟多支二級主導的後備隊解散或退出後，二、三級合併。曾經一度在1996–97球季出現第四級，但據信僅維持一季。
多年後，平民足球協會改名為直布羅陀足球總會，至今仍在「巨岩」（The Rock）上組織聯賽並推動此運動。

### 黃金時期
1949至1955年被視為直布羅陀足球的「黃金年代」。期間多支世界知名球隊如皇家馬德里、馬德里體育會、華拉度列、阿德米拉華卡等到訪與其代表隊交手；直布羅陀球員雖為業餘，仍能與職業隊伍抗衡。

## 聯賽系統

### 現行系統
| 1 | 直布羅陀全國聯賽 (11 家球會) | 直布羅陀全國聯賽 (11 家球會) | 直布羅陀全國聯賽 (11 家球會) | 直布羅陀全國聯賽 (11 家球會) | 直布羅陀全國聯賽 (11 家球會) | 直布羅陀全國聯賽 (11 家球會) | 直布羅陀全國聯賽 (11 家球會) |

### 過往系統
| 1 | 直布羅陀超級組 (10 隊) | 直布羅陀超級組 (10 隊) | 直布羅陀超級組 (10 隊) | 直布羅陀超級組 (10 隊) | 直布羅陀超級組 (10 隊) | 直布羅陀超級組 (10 隊) | 直布羅陀超級組 (10 隊) |
| 2 | 直布羅陀乙組 (7 隊)    | 直布羅陀乙組 (7 隊)    | 直布羅陀乙組 (7 隊)    | 直布羅陀乙組 (7 隊)    | 直布羅陀乙組 (7 隊)    | 直布羅陀乙組 (7 隊)    | 直布羅陀乙組 (7 隊)    |

## 國家代表隊

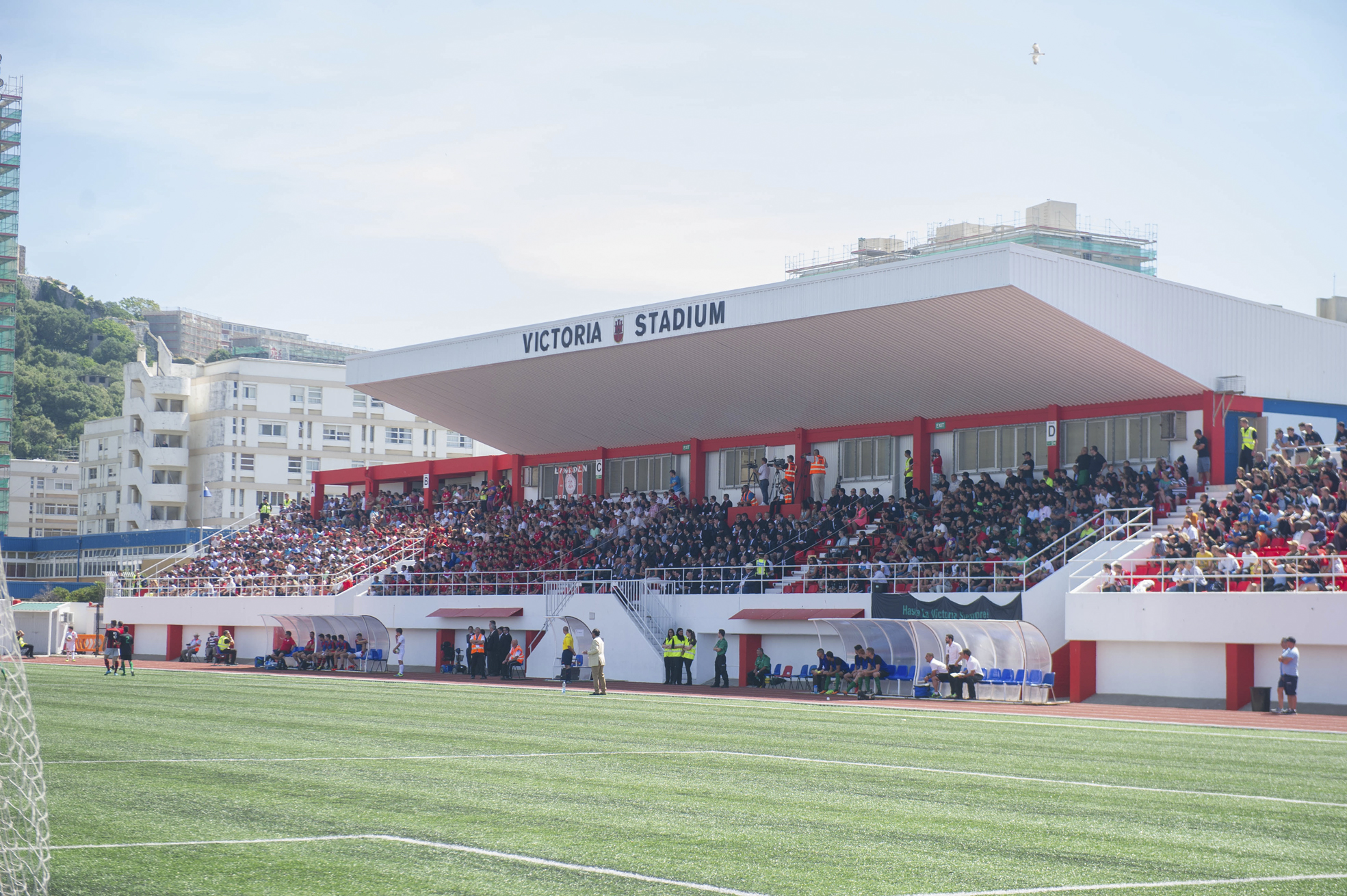
維多利亞球場為直布羅陀國家隊主場。

直布羅陀國家足球隊歷史悠久，最初主要與來訪的英軍部隊隊伍對賽。迄今最引人注目的早期賽事包括1949年賽和皇家馬德里，彼時皇馬即將步入其歐洲稱霸年代。 大多數時候，該隊與其他非主權地區代表隊進行較小型賽事。直布羅陀於2007年在羅德島（希臘）舉行的島運會男子足球奪冠。
國家隊與多數本地球會一樣在獲FIFA核准、容量5,000人的維多利亞球場比賽。

### 申請加入歐洲足協（UEFA）
1997年1月8日，直總（GFA）申請加入FIFA；1999年3月FIFA確認其符合章程第4.7條，並將申請轉交UEFA。
1999年4月12日，直總正式申請成為UEFA會員。 若獲接納，便可參與歐洲國家盃資格賽與歐戰俱樂部賽。然而此舉立即遭西班牙皇家足球協會強烈反對，其背後由西班牙政府支持，堅稱直布羅陀並非一個獨立領土。 西班牙方面激烈遊說導致申請被以未符準則為由駁回。 2002年，UEFA規定未來新會員須為主權國家，儘管其現有部分會員並不符合此條件。
經法律挑戰後，2006年国际体育仲裁法庭裁定：由於直總申請在新準則前提出，且拒絕帶有政治色彩，UEFA須照常審批。UEFA遂賦予其準會員資格（與黑山同時），並將最終決定延至2007年在杜塞爾多夫舉行的大會。
西班牙代表數月間四處爭取支持，甚至揚言若直布羅陀獲批，將撤回西班牙球隊參賽。 此策略奏效——表決結果為45票贊成西班牙立場、3票反對、5票棄權。 直布羅陀申請再次被否決，而黑山則獲一致接納。
2012年10月3日，UEFA再度授予直布羅陀臨時會員資格，並把完全會員資格待翌年5月於倫敦舉行的大會決定。2013年5月24日，直布羅陀成為UEFA第54個會員，自2014/15球季起獲得一支球隊參加歐聯。UEFA同時確認因政治爭議，西班牙與直布羅陀在資格賽中需迴避同組。
2014年2月23日，直布羅陀於2016年歐國盃資格賽被抽入與德國、波蘭、蘇格蘭、愛爾蘭共和國及格魯吉亞同組。

### FIFA
2016年5月13日，直布羅陀獲FIFA接納為會員，得以參加世界盃。其被編入預選賽H組，對手為比利時、波赫、希臘、愛沙尼亞、塞浦路斯。首場賽事於2016年9月6日主場迎戰希臘。

## 女子足球
女子巨岩盃（Women's Rock Cup） 為直布羅陀女子淘汰制足球最高年度杯賽，乃巨岩盃之女子對應賽。已知首屆女子Rock Cup於2013年舉行，由曼城62女隊奪冠。由於本地女子隊伍極少（女子聯賽常僅三隊），賽制經常調整以維持競爭性。

## 國家足球場
| 球場         | 容量  | 城市     |
| ------------ | ----- | -------- |
| 維多利亞球場 | 5,000 | 直布羅陀 |

- Europa Point Stadium 及 Estadio Algarve 將在維多利亞球場重建期間暫作使用。

## 外部連結
- 直布羅陀足總官方網站
- 爭取直布羅陀成為UEFA與FIFA正式會員之倡議網站